# Filmfare Award 1969
Der 16. Filmfare Award wurde am Anfang des Jahres verliehen. Bei dieser Verleihung gibt 19 verschiedene Kategorien. Nur bei den Beliebtheitspreisen gibt es mehrere Nominierungen. 

## Gewinner und Nominierte
| Meiste Filmfare Awards | Brahmachari (6 Filmfare Awards) |

| Kategorie               | Filmtitel                                              | Gewinner                    | Weitere Nominierungen                                                                              |
| Bester Film             | Brahmachari                                            | G. P. Sippy                 | Neel Kamal Ankhen                                                                                  |
| Beste Regie             | Ankhen                                                 | Ramanand Sagar              | Bhappi Sohni für Brahmachari Ram Maheshwari für Neel Kamal                                         |
| Bester Hauptdarsteller  | Brahmachari                                            | Shammi Kapoor               | Dilip Kumar für Aadmi Dilip Kumar für Sunghursh                                                    |
| Beste Hauptdarstellerin | Neel Kamal                                             | Waheeda Rehman              | Saira Banu für Diwana Nargis für Raat Aur Din                                                      |
| Bester Nebendarsteller  | Shikar                                                 | Sanjeev Kumar               | Manoj Kumar für Aadmi Raaj Kumar für Neel Kamal                                                    |
| Beste Nebendarstellerin | Saathi                                                 | Simi Garewal                | Helen für Shikar Shashikala für Neel Kamal                                                         |
| Bester Komiker          | Shikar                                                 | Johnny Walker               | Mehmood für Neel Kamal Mehmood für Sadhu Aur Shaitan                                               |
| Beste Story             | Brahmachari                                            | Sachin Bhowmick             | Gulshan Nanda für Neel Kamal Ramanand Sagar für Ankhen                                             |
| Beste Musik             | Brahmachari                                            | Shankar-Jaikishan           | Shankar-Jaikishan für Diwana Ravi für Ankhen                                                       |
| Bester Liedtext         | Mein Gaon Tum – Brahmachari                            | Shailendra                  | Hasrat Jaipuri für Dilke Jharoke Mein – Brahmachari Sahir Ludhianvi für Milti Hai Zindagi – Ankhen |
| Bester Playbacksänger   | Dilke Jharoke Mein – Brahmachari                       | Mohammad Rafi               | Mohammad Rafi für Mein Gaon Tum – Brahmachari Mohammad Rafi für Babul Ki Duvayen – Neel Kamal      |
| Beste Playbacksängerin  | Parde Mein Rehne Do – Shikar                           | Asha Bhosle                 | Sharda für Tumhari Bhi Jai Jai – Diwana Lata Mangeshkar für Milti Hai Zindagi Mein – Ankhen        |
| Bester Dialog           | Saraswatichandra                                       | Ali Raza                    | |
| Bester Schnitt          | Saathi                                                 | N. M. Shankar               | |
| Bestes Drehbuch         | Majhli Didi                                            | Nabendu Ghosh               | |
| Beste Kamera            | Saraswatichandra (Schwarzweißfilm) & Ankhen (Farbfilm) | Nariman A. Irani & G. Singh | |
| Bestes Szenenbild       | Majhli Didi (Schwarzweißfilm) & Noor Jehan (Farbfilm)  | Ajit Banerjee & A. A. Majid | |
| Bester Ton              | Shikar                                                 | P. Thakkersey               | |
| Bester Dokumentarfilm   | Explorer                                               | Pramod Pati                 | |